# Arvicola scherman
Arvicola scherman е вид бозайник от семейство Хомякови (Cricetidae).

## Разпространение
Видът е разпространен в Австрия, Андора, Германия, Испания, Италия, Полша, Португалия, Румъния, Словакия, Словения, Украйна, Унгария, Франция, Хърватия, Чехия и Швейцария.